# Коллинзия
Коллинзия (Collinsia (лат.)) — род однолетних цветковых растений семейства Подорожниковые (Plantaginaceae), включает около 20 видов. Ранее род традиционно помещали в состав семейства Норичниковые (Scrophulariaceae), откуда он был перенесён в результате последних молекулярно-генетических исследований, после которых семейство подорожниковых сильно увеличилось.
Виды рода происходят из Северной Америки, некоторые являются эндемиками Калифорнии, например Collinsia callosa.
Род назван в честь Закхея Коллинза (Zacchaeus Collins), ботаника из  Филадельфии.
Некоторые виды, например Collinsia parviflora и Collinsia violacea, находили применение в традиционной медицине коренных народов Америки.